# Illa Matty
L'illa Matty és una de les nombroses illes que formen l'Arxipèlag Àrtic Canadenc. Es troba a la regió de Kitikmeot, a Nunavut. Es troba a l'estret de Rae, entre l'illa del Rei Guillem i la península de Boothia. Té una superfície de 477 km² i està deshabitada.